# Kukuljari
Kukuljari este o arie protejată (sit de importanță comunitară — SCI) din Croația întinsă pe o suprafață de 85,69 ha, integral marine.

## Localizare
Centrul sitului Kukuljari este situat la coordonatele 43°45′41″N 15°37′34″E / 43.761399°N 15.625993°E.

## Înființare
Situl Kukuljari a fost declarat sit de importanță comunitară în iulie 2013 pentru a proteja un număr necunoscut de specii din flora spontană și fauna sălbatică aflate în arealul zonei.

## Biodiversitate
Situată în ecoregiunea marină mediteraneană, aria protejată conține 3 habitate naturale: Peșteri marine scufundate complet sau parțial, Recifuri, Straturi cu Posidonia (Posidonion oceanicae).
La baza desemnării sitului se află un număr nedeclarat de specii protejate.